# George Isaak
George Richard Isaak (7 mars 1933 - 5 juin 2005) est un physicien polonais australien, une figure importante dans le développement de l'Héliosismologie et de l'Astérosismologie.

## Biographie
Isaak est né en Pologne le 7 mars 1933. Sa famille déménage en Allemagne après la Seconde Guerre mondiale et en Australie en 1950. Isaak étudie à l'Université de Melbourne, obtenant son baccalauréat ès sciences (BSc) en 1955 et sa maîtrise ès sciences (MSc) en 1958. Il travaillé pour ICI en Australie de 1959 à 1960, période au cours de laquelle il brevète un spectrophotomètre pour la spectroscopie optique à très haute résolution, utilisant la diffusion résonnante de la lumière par les atomes. En 1961, Isaak retourne aux sciences à l'Université de Birmingham où il obtient son doctorat en 1966, et y reste jusqu'à sa retraite en 1996, occupant à cette époque un poste de professeur auxiliaire à l'Université du Minnesota. Isaak reste actif dans les efforts scientifiques jusqu'au moment de sa mort. Il épouse Umit, un collègue physicien à Birmingham en 1964.
Les travaux d'Isaak sur les observations par spectroscopie de diffusion résonnante du Soleil conduisent directement à la première détection (1979) des oscillations solaires de cinq minutes en tant que phénomène global, menant directement à la science de l'héliosismologie - l'étude de l'intérieur solaire par l'analyse des propriétés de ces oscillations. Isaak dirige le groupe de spectroscopie optique à haute résolution (HiROS) à l'Université de Birmingham, établissant le réseau mondial BiSON à six sites pour les observations héliosismiques. À bien des égards en avance sur son temps, Isaak consacre également des efforts à des observations « de type solaire » sur d'autres étoiles, une science maintenant connue sous le nom d'astérosismologie.
Il reçoit le Prix Max Born - Institut de physique et Société allemande de physique, en 1985 , la Médaille Hughes - Royal Society, en 1993 et la Médaille Herschel - Société royale d'astronomie, en 1996.